# Ngouboua
Ngouboua est une localité située au Tchad, dans la région du Lac, sur la rive nord-est du lac Tchad.

## Attaque de Boko Haram
Se trouvant face au Nigeria, qui est situé sur la rive opposée (sud-ouest) du lac Tchad, Ngouboua a été le premier territoire tchadien attaqué par les forces de Boko Haram en rébellion au Nigeria. Cette attaque, qui s'est produite dans la nuit du jeudi 12 au vendredi 13 février 2015, s'explique entre autres par le fait que le Tchad est un allié et cobelligérant du Nigeria dans sa lutte contre l'organisation islamiste nigériane.